# Радиофабрика
Радиофабрика (нем. Radiofabrik 107,5), Свободное радио Зальцбурга — общественное радио в Зальцбурге (Австрия) и самое крупное свободное радио в Западной Австрии .

## История
Некоторые из основателей Радиофабрики, например, её бывший председатель Вольфганг Хирнер, участвовали в деятельности пиратской радиостанции Radio Bongo 500 в 1992 году во время действия государственной радиомонополии в Австрии.
Радиофабрика вышла в эфир непосредственно после отмены австрийской государственной монополии на радиовещание в 1998 году, став второй свободной радиостанцией в австрийском эфире (после Radio Helsinki в Граце). Её время в эфире ограничивалось пятичасовым промежутком на коммерческом радио Arabella .
В январе 2002 началось ежедневное вещание в партнёрстве с фирмой Objektwerbung GmbH. В связи с финансовыми трудностями в октябре 2003 коммерческий партнёр станции прекратил деятельность, в связи с чем Радиофабрика получила собственную полную лицензию.
В начале своего существования станция находилась в так называемой контейнерной студии. С 2005 года Радиофабрика занимает профессионально оборудованное помещение (офис, студия, комната записи и зал для семинаров) в крупнейшем автономном культурном центре Западной Австрии, ARGE-Kultur Salzburg .
В феврале 2009 года Радиофабрика начала кампанию за введение раздельной уплаты налога за теле- и радиовещание в федеральной земле Зальцбург .
В апреле 2011 года Австрийское управление коммуникаций KommAustria продлило действие лицензии на следующие десять лет до 2021 года .
В 2012 году Радиофабрика основала телевизионную станцию FS1 .
Первая внешняя студия Радиофабрики открылась в июле 2015 года .

## Программа и концепция
Радиофабрика является некоммерческим, свободным радио и поэтому открыта всем заинтересованным лицам и группам, особенно тем, которые не имеют надлежащего представительства в коммерческих и общественных медиа. Здесь выходят программы, созданные пожилыми людьми для пожилых людей, детьми или подростками для детей и подростков. Радиофабрика транслирует программы на более чем десяти различных языках. Её можно считать одним из медиаисточников с наибольшим разнообразием взглядов в Зальцбурге.
Все желающие могут на добровольной основе создать собственную передачу: предпосылкой для этого является членство в объединении и успешное прохождение вступительного курса, в котором учат основам медиа, студийной техники и ведения прямой трансляции. Исключение составляют программы с расистским, сексистским,прославляющим насилие или антидемократическим содержанием, а также религиозная пропаганда.
Сейчас Радиофабрика транслирует на частотах 107,5 МГц, 97,3 МГц и 103,8 МГц (через кабель) более чем 190 программ от 300 авторов.
До сентября 2012 года главным редактором радиостанции был журналист Георг Виммер, неоднократно отмеченный наградами за свою деятельность, а программа составлялась менеджером проектов Эвой Шмидхубер.

## Профессиональные редакции
Начиная с момента создания радиостанции, на Радиофабрике существовала полупрофессиональная редакция. Для помощи в создании и модерации выпуска новостей «Magazin um 5» главный редактор пригласил команду редакторов-практикантов. Эта передача выходила несколько раз в неделю и прекратила своё существование в 2015 году по финансовым причинам.
Осенью 2018 года при поддержке городских властей на Радиофабрик стартовал курс медиа-образования для редакторов (Lehrredaktion). Набор на этот курс проводится ежегодно. Он рассчитан на любителей в сфере радио и журналистики, которые хотят улучшить свои навыки в этой сфере или приобрести новые. После успешного завершения курса участникам предоставляется возможность присоединиться к редакции выпуска новостей «unerhört!» (нем. «неслыхано»).
За специальную музыкальную программу Радиофабрики и подбор композиций отвечает профессиональная музыкальная редакция.

## Образовательная деятельность
Работники Радиофабрики являются авторами ряда учебных курсов и семинаров на медиа-тематику. Согласно с внутренней статистикой Радиофабрики, она является рекордсменом по количеству и разнообразию курсов среди австрийских некоммерческих вещателей. В 2019 году более чем 1400 человек закончили один или несколько курсов, предлагаемых Радиофабрикой.

## Организация
До 2009 года Радиофабрика занималась организационной работой на уровне двух структур: Объединение свободного радио Зальцбурга, членами которого на институциональном уровне является все авторы программ и спонсоры, существовало на основе радиостанции. Во владении объединения находилась также и компания Sendeanlagen GesmbH, владелец радиолицензии. С октября 2009 года объединение является универсальным правопреемником этой компании .
В совещательном аппарате объединения состоянию на июнь 2019 председательствует педагог и журналист Оливер Бауман, его членами являются также учёные Зальцбургского университета Су Карер и Эва-Мария Кубин, культурный менеджер Симоне Сеймер, предприниматель и основатель Радиофабрикы Вольфганг Гирнер, экономический консультант Вольфганг Штёгер .
К началу 2007 года радиостанцию возглавлял её основатель, Вольфганг Хирнер. Преподаватель Андреас Вагнер в 2007 году занял должность коммерческого директора. С марта 2008 года медиаменеджер и -художник Альф Альтендорф (ранее работал на TIV, способствовал продвижению телеканала Okto) является руководителем Радиофабрики, в 2018 году к нему присоединилась Эва Шмидхубер как руководитель программ .

### Финансирование
Деятельность станции финансируется общественными взносами и собственными поступлениями (членские взносы, образовательная деятельность и т. п.) .

## Проектная деятельность
Радиофабрика сотрудничает с культурными центрами и общественными организациями Зальцбурга на локальном уровне, а также участвует в международных проектах ЕС .
Медиаобразовательная деятельность приобретает всё большее значение для Радиофабрики. Об этом свидетельствует, например, проект Interreg-IIIA-Projekt «EuRegio Medienzentrum» (2006—2009), партнёрами которого выступили объединения Aktion Film Salzburg и администрация округа Траунштайн .

### Проекты
Текущие и завершённые проекты включают:
- Check your Choice и Check Europe (2014, по заказу Европарламента)
- Проект ЕС Addicted 2 Random (2011—2013)
- Проект ЕС Hörstolpersteine (2012)
- Проект ЕС Ohrenblicke (2009—2011)
- Проект ЕС Ein Hörmahnmal (2009—2010)
- Проект «Civil Media» (ежегодная конференция с 2005 г.)[20]
- Проект ЕС «Radiodialoge — Stimmen der Vielfalt» (2008—2009)
- Проект ЕС Talk About It (2007—2008)
- Проект ЕС Let’s Talk About Science (2007)
- Проект ЕС I Speak Football (2008)
- EuRegio — Медиацентр (2006—2009)
- EuRegio — Детское радио — сделано детьми, о детях, для детей
- Ballkönigin — проект молодёжной спортивной журналистики на чемпионате Европы по футболу 2008
- mozartRemixed (2006)

## Техническое обеспечение
Радиофабрика создаёт специальное программное обеспечение для радиоредакций.
Герман Хубер, программист и директор по технологиям обработки данных, представил собственную программу для автоматизированного радиовещания YARM (Yet Another Radio Manager) на фестивале Ars Electronica в 2005 году. На неё с тех пор перешли многие австрийские свободные радиостанции. Разработка прекратилась в 2014 году .
Интернет-платформы свободных радиостанций в Австрии и Германии осуществляют взаимный обмен контентом.
Радиофабрика транслирует на частоте УКВ 107,5 МГц, её зона покрытия охватывает северные области федеральной земли Зальцбург (Фляхгау, Тенненгау, Зальцбург Зеенланд) и достигает соседних округов Баварии (Траунштайн, Берхтесгаден). Помимо этого, радиостанция пользуется аналоговым вещанием на частоте 103,8 МГц и цифровым вещанием по всей территории федеральной земли под программным номером 42 в сети Salzburg AG, а также ведёт прямую непрерывную интернет-трансляцию .
Общая техническая зона покрытия охватывает около 425 000 человек .
Вспомогательный радиопередатчик на частоте 97,3 МГц находится в здание ARGEKultur в Зальцбурге, основная антенна на частоте 107,5 МГц была установлена возле церкви Мария Пляйн в 2002 году. В начале 2013 года она была перенесена на Хохгитцен, гору в коммуне Бергхайм, для улучшения сигнала. Радиоточка была названа в честь британского математика и программиста Ады Лавлейс (1815—1852) и получила название «Ада» .
С марта 2015 радиостанция имеет внешнюю студию в Бад-Райхенхалль (Германия). Планируется открытие следующих студий .

## Партнёрства
Радиофабрика — член объединения свободных радио Австрии (VFRÖ), головной ассоциации культурных объектов Зальцбурга, австрийской IG Kultur Österreich и образовательной организации COMMIT.
Она является основателем и совладельцем общественного некоммерческого телевидения Зальцбурге, которое работает с февраля 2012 года под названием FS1.
Организация также является официальным партнёром BBC World Service и восемь раз в день передаёт краткий обзор новостей на английском языке.
Партнёрство заключено также и с американским журналом Democracy Now.

## Награды
Радиофабрика была отмечена такими наградами:
• Премия за интеграцию и права человека для деятелей культуры, при поддержке Австрийской партии зелёных в Зальцбурге и Жерара Мортье (2003)
• Премия деятелей культуры федеральной земли Зальцбург (2003)
• Радиопремия за достижения в образовании взрослых — награда Эдуарда Плуа (2007, 2008)
• Радиопремия за достижения в образовании взрослых — экспериментальные / интерактивные проекты (2009 2010, 2018)
• Радиопремия за достижения в образовании взрослых — информационные проекты (2011, 2012)
• Радиопремия за достижения в образовании взрослых — краткосрочные проекты (2013, 2014)
• Альтернативная медиапремия Нюрнбергской медиаакадемии и фонда Фридриха Эберта (2008)
• Медиапремия немецкой христианской организации для детей, нуждающихся в гуманитарной помощи Kindernothilfe (2008)
• ESIS — Европейская награда за инновационные языковые проекты (2003, 2008)
• Топ 100 зальцбуржцев 2003, 2004 & 2008 (2003-26. Вольфганг Хирнер / Георг Виммер, 2004-34.- Герман Хубер, 2008-17. Альф Альтендорф / Георг Виммер)

### Премия Radio Schorsch
С 2008 года Радиофабрика вручает собственную медиапремию Radio Schorsch, название которой происходит от названия первой радиоточки бывшей пиратской радиостанции и предшественника Радиофабрики Radio Bongo 500. До сих пор победителями премии становились передачи, авторы передач или сотрудники .
- 2008: Artarium — Немножко другой арт-биотоп / Рози Габриэль (почётная премия)
- 2009: Squirrelkids
- 2010: Сабаха Синанович
- 2011: Эдит Шиллер / Маркус Дис (Lifetime Achievement)
- 2013: Hallo Nachbarland («Networking und Community-Building»), Radio Stachelschwein («Социальные перспективы и их реализация»), Soundburg-Radio («Технологическое первенство»), Георг Виммер (Lifetime Achievement)
- 2015: Stoned Poets (Kultur), Menschen in Aktion («Социальная политика»)
- 2016: Battle & Hum, Skrupellose Fische («Edutainment»)
- 2017: Mexico anders, Radio Lebenshilfe Salzburg («Дать голос»)
- 2018: Geographical Imaginations — передача Кевина Фокса «A Year in Studio B» ("А что это? Длинная передача "), Perlentaucher — Норберт К. Хунд & Кристофер Шмаль ("А что это? Конкурс джинглов "), Тереза Лугштайн ("Почётная премия за особые заслуги ")
- 2019: Talk2Much («Политически, общественно, к размышлению»), Ethnoskop («Лучшая гостевая передача»), музыкальная редакция — Нико Фукс, Романа Штюкльшвайгер («Почётная премия»)